# Ex-gayrörelsen
Ex-gayrörelsen är en företrädesvis amerikansk, mestadels religiös rörelse som verkar för att homo- och bisexuella ska omvändas till heterosexuella eller avstå från antingen samkönade förbindelser eller sexuella kontakter överlag. Begreppet ex-gay, engelska för "före detta homosexuell" används av och om personer som hävdar sig ha varit homo- eller bisexuella, men som senare sluppit ifrån sin homosexuella dragning. Ex-gayrörelsen och ex-gaybegreppet kritiseras av hbtq-rörelsen, som betraktar dem som uttryck för heteronormativitet och ett uttryck för nedvärdering av homo- och bisexualitet. Ex-ex-gay, "före detta före detta homosexuell", syftar på personer som tidigare deltagit i ex-gayrörelsen och då lämnat sin homosexualitet, men som senare lämnat rörelsen och åter betraktar sig som homo- eller bisexuella. 
En tidigare stor ex gay-organisation var Exodus International, som lade ner sin verksamhet 2012.